# Emma Lübbecke-Job
Emma Lübbecke-Job (* 1888 in Bonn; † 1982) war eine deutsche Pianistin. Sie war langjährige Kammermusik-Partnerin Paul Hindemiths und führte als erste sämtliche Kompositionen für Klavier und eine große Zahl von Kammermusikwerken des Komponisten auf.

## Leben und Wirken
Emma Lübbecke-Job studierte am Kölner Konservatorium bei Isidor Seiß und Elly Ney; 1905 legte sie das Konzertexamen mit Auszeichnung ab. In den 1920er-Jahren betätigte sie sich in der damaligen musikalischen Avantgarde; das Wohnhaus von Emma Lübbecke-Job und ihrem Mann, dem Kunsthistoriker Fried Lübbecke in Frankfurt am Main, das alte Schopenhauerhaus, war ein wichtiger Treffpunkt für den künstlerischen Austausch.
Lübbecke gilt heute als erste bedeutende Interpretin des frühen Klavierwerks von Paul Hindemith, mit dem sie eng befreundet war. Bereits 1918 führte sie mit dem Rebner-Quartet Hindemiths Quintett e-Moll (op. 7) auf; ihr widmete er 1924 seine Kammermusik No. 2 (op. 36). Ferner wirkte sie u. a. an der Uraufführung von Das Marienleben (op. 27, 1922/1923) und der Konzertmusik für Klavier, Blechbläser und zwei Harfen, op. 49, (1930) mit, die am 6. März 1931 mit dem jungen Benjamin Britten im Publikum stattfand.
Von 1916 bis 1934 unternahm sie Konzertreisen durch Europa, Russland und Amerika. Ab 1946 gehörte sie der Darmstädter Sezession an. Sie unterrichtete den späteren Jazzmusiker Hans Otto Jung sowie den Chemiker Arnold Münster.

## Weiterführende Literatur
- B. Dölemeyer: Fried Lübbecke und Emma Lübbecke-Job. Kulturelles Engagement in Frankfurt und Bad Homburg. Jahrbuch Hochtaunuskreis, 2009, S. 163–169.
- Hans Kayser, H. Weber: Paul Hindemiths erste namhafte Klavierinterpretin. Zum 85. Geburtstag von Emma Lübbecke-Job. In: Paul-Hindemith-Institut, Frankfurt am Main (Hrsg.): Hindemith-Jahrbuch. Annales Hindemith. 1973/III. Schott, Mainz 1974.